# Where the Wild Roses Grow
Where The Wild Roses Grow è un brano del gruppo Nick Cave and The Bad Seeds che vede la collaborazione con la cantante australiana Kylie Minogue, tratto dall'album del gruppo Murder Ballads. Pur non comparendo in nessun album da studio della cantante, è presente nelle sue raccolte Hits+, Ultimate Kylie e Step Back in Time: The Definitive Collection.

## Descrizione
Il brano narra dell'assassinio di una giovane donna di nome Elisa Day compiuto da un corteggiatore, e si sviluppa come un duetto tra vittima e carnefice.
Nick Cave scrisse il testo pensando proprio alla Minogue, per la quale ebbe una vera ossessione che durò anni e compose parecchie canzoni, tuttavia nessuna gli sembrava meritevole d'essere proposta alla cantante. Quando concepì Where the Wild Roses Grow capì che era quella giusta, gliela inviò, e lei rispose l'indomani. Un CD demo del brano, dove Blixa Bargeld cantava le strofe di Kylie, venne inviato a casa dei genitori della cantante prima della sua registrazione.
Il brano si è classificato al 2º posto nella classifica nella ARIA Charts in Australia e al 11º posto nella Official Singles Chart nel Regno Unito.
Nick Cave and the Bad Seeds e Kylie Minogue lo eseguirono per la prima volta insieme dal vivo il 4 agosto 1995 a Cork, in Irlanda, ed in seguito in numerose altre occasioni. Nelle esecuzioni dal vivo di Nick Cave and the Bad Seeds, la parte femminile di Kylie Minogue veniva spesso cantata e interpretata da Blixa Bargeld, chitarrista dei Bad Seeds fino al 2003 e voce solista/autore/musicista degli Einstürzende Neubauten.

## Video musicale
Il video musicale girato per il brano ha come regista Rocky Shenck e vede impegnati due protagonisti: Elisa Day e il suo amante, rispettivamente interpretati da Kylie Minogue e Nick Cave. In una cupa palude Elisa, ormai morta, rievoca la sua triste vicenda insieme al suo assassino. La canzone narra, infatti, dell'omicidio della ragazza compiuto dall'amante. Il titolo (trad. Dove crescono le rose selvatiche) è un riferimento al luogo della morte di quest'ultima, appunto il fiume dove crescono questi fiori.
Il video è stato girato vicino al villaggio di West Peckham nel Kent in Inghilterra.
Il regista ha preso spunto, per la posa di Elisa nell'acqua, dall'opera Ophelia del pittore preraffaelita John Everett Millais.
Una esecuzione dal vivo al "Koko Club" di Londra nel 2010 è stata inclusa nel film 20,000 Days on Earth, poi pubblicata come video sul canale YouTube ufficiale del gruppo.

## Tracce
CD singolo FR
1. Where the Wild Roses Grow (feat. Kylie Minogue) – 3:58 (N. Cave)
2. The Ballad of Robert Moore & Betty Coltrane – 3:34 (N. Cave)

CD Maxi singolo EU
1. Where the Wild Roses Grow (feat. Kylie Minogue) – 3:58 (N. Cave)
2. The Ballad of Robert Moore & Betty Coltrane – 3:34 (N.Cave)
3. The Willow Garden (Vocals: Conway Savage) – 3:57

Vinile 7" UK
1. Where the Wild Roses Grow (feat. Kylie Minogue) – 3:58 (N. Cave)
2. The Ballad of Robert Moore & Betty Coltrane – 3:34 (N. Cave)

## Formazione
Hanno partecipato alle registrazioni, secondo le note dell'album:
- Nick Cave – voce, pianoforte
- Kylie Minogue – voce
- Convay Savage – cori
- Mick Harvey – chitarra acustica, cori
- Blixa Bargeld – chitarra
- Martin P. Casey – basso
- Thomas Wydler – campanelli
- Jim Sclavunos – batteria
- Jen Anderson – violino
- Sue Simpson – violino
- Kerran Coulter – viola
- Helen Mountfort – violoncello

## Classifiche
| Classifica (1995-96)         | Posizione massima |
| ---------------------------- | ----------------- |
| Australia (ARIA)             | 2                 |
| Germania                     | 12                |
| Italia                       | 20                |
| Regno Unito (Singles Charts) | 11                |

## Premi e riconoscimenti
- ARIA Music Awards 1996: Single Of The Year, Song Of The Year e Best Pop Release.[16]